# Келвін Леунг
Келвін Так Юй Леунг (кит.: 梁德耀) — гонконзький винахідник і аналітик даних з управління надзвичайними ситуаціями. Один із піонерів у винайденні функціональної системи електричної стимуляції (FESS), що поєднується з ортопедичним апаратом верхньої кінцівки.

## Освіта
Келвін Леунг отримав академічну освіту в Гонконзькому політехнічному університеті, Інституті юстиції Британської Колумбії, Південному університеті Колумбії, Корнельському університеті і Ряшівському університеті інформаційних технологій і менеджменту.

## Винахідник
Уперше Леунг проявив себе як винахідник під час навчання в бакалавраті з протезування та ортопедії у Гонконзькому політехнічному університеті. Він почав розвивати FESS під час навчання в університеті й до його закінчення за підтримки академічного радника професора Раймонда К. Й. Тонга.
Леунг успішно поєднує функціональну електричну стимуляцію та ортеза верхньої кінцівки, щоб допомогти особам після інсульту.
Келвін Леунг працює парамедиком. Він розробляє біоінженерні та ортопедичні винаходи для некомерційних організацій.

## Учасник виставок
Келвін Леунг як винахідник брав участь у різних міжнародних та національних виставках і був неодноразово нагороджений.
| Рік  | Назва події                                  | Характер події | Місце проведення | Організатор                                   | Місце  |
| ---- | -------------------------------------------- | -------------- | ---------------- | --------------------------------------------- | ------ |
| 2002 | Конкурс інноваційних підприємців             | Винаходи       | Гонконг          | Політехнічному університеті Гонконгу          | Золото |
| 2003 | 8-й конкурс «Кубок викликів»                 | Винаходи       | Гуанчжоу         | Південно-Китайський технологічний університет | Бронза |
| 2004 | 5-та Китайська міжнародна виставка винаходів | Винаходи       | Шанхай           | Китайська асоціація винаходів                 | Золото |

Після нагородження, FESS далі надала Патенти США (номери патентів 7162305 B2, US 2007/0179560 A1) і цитувалась понад 100 корпораціями по всьому світу як у комерційній, так і в академічній формі .
У 2005 році він нагородив Гонконзького студента високого рівня (Student 卓越 學生) Бюро освіти Гонконгу Спеціального адміністративного району.

## Дослідження
Науковими інтересами Келвіна Леунга є: біоінженерія (ергономіка), застосування великих даних у процесі прийняття рішень для надзвичайного управління охороною здоров'я, вплив погодних умов на зупинку серця, дослідження та професійна освіта в умовах екстреної медичної допомоги.